# Hermann Patsch
Hermann Walter Patsch (geboren 24. November 1938 in Strehlen, Kreis Strehlen, Provinz Niederschlesien) ist ein deutscher Philologe.

## Leben
Hermann Patsch kam mit seiner Familie im Zuge der Vertreibung 1946 aus Schlesien. Er besuchte das Gymnasium an der Willmsstraße in Delmenhorst. Nach seinem Abitur 1959 studierte er Germanistik, Evangelische Theologie, Philosophie und Pädagogik in Neuendettelsau, Hamburg und Heidelberg und schloss sein Studium mit dem Staatsexamen für das Höhere Lehramt 1965 in Heidelberg ab. Von 1966 bis 1970 arbeitete er Wissenschaftliche Hilfskraft in Hamburg und wurde 1969 in Neutestamentlicher Wissenschaft  bei Leonhard Goppelt in München zum Thema Abendmahl und historischer Jesus promoviert. Er absolvierte das Lehramtsreferendariat in Erlangen und war von 1971 bis 2003 Gymnasiallehrer für Deutsch, Evangelische Religionslehre und Philosophie am Pestalozzi-Gymnasium München.
Patsch veröffentlichte wissenschaftliche Beiträge u. a. zu Friedrich Schleiermacher, Friedrich Schlegel, Matthias Claudius und Johann Friedrich Reichardt. Die Bayerische Akademie der Wissenschaften zeichnete Patsch mit dem Akademiepreis 2021 aus.

## Schriften (Auswahl)
- Abendmahl und historischer Jesus. Stuttgart: Calwer Verlag, 1972
- Alle Menschen sind Künstler: Friedrich Schleichermachers poetische Versuche. Berlin: De Gruyter, 1986 (2013)
- Jesus in Geschichte, Erzählung und Idee. Perspektiven der Jesusrezeption in der Bibelwissenschaft der Aufklärung, der Romantik und des Idealismus. In: Zeitschrift für neuere Theologiegeschichte, 2024, S. 130–138
- Stadt ohne Juden? Hans Eichner als Wiener und Kanadier, in: Der literarische Zaunkönig, 1/2016, S. 36–41